# نیوساید
نیوساید (New Site) یا «کوی فدائیان اسلام»، یکی از محله‌های بالاشهر و به‌نسبت قدیمی اهواز در ساحل شرقی رود کارون می‌باشد. این محله به دلیل معماری خاص و جایگاه اجتماعی خود، از محله‌های موردتوجه اهواز شمرده می‌شود.

## تاریخچه
نیوساید در دهه‌های میانه قرن بیستم به‌عنوان مسکنی برای کارکنان شرکت ملی مناطق نفت‌خیز جنوب ساخته شد. نام «نیوساید» (New Site) به دلیل هدف اولیه‌ی ایجاد یک منطقه مسکونی مدرن برای کارکنان نفت به این محله داده شد. پس از انقلاب اسلامی، این محله در نقشه‌های رسمی شهری با نام «کوی فدائیان اسلام» نیز شناخته شد، هرچند در میان مردم محلی همچنان با نام «نیوساید» یاد می‌شود.

## معماری و طراحی شهری
کوی مسکونی نیوساید در دهه‌های ۱۳۲۰ و ۱۳۳۰ خورشیدی توسط شرکت نفت ایران و انگلیس و با همکاری معماران و مهندسان بریتانیایی، از جمله جیمز مالیسون ویلسون (James Mollison Wilson)، طراحی و ساخته شد.
طراحی این مجموعه بر پایه‌ی اندیشه‌های باغ-شهری ابنزر هاوارد و اصول معماری مدرن میانه قرن شکل گرفت و سه اصل بنیادین «نور»، «بهداشت» و «تهویه‌ی هوا» که از ارزش‌های جریان نوگرای معماری بودند، در آن رعایت شد.
ویژگی‌های شاخص معماری این محله عبارت‌اند از:  
- خانه‌های ویلایی و باغ‌مانند، با متراژهای متنوع (۷۰ تا ۳۰۰ مترمربع) که برای رده‌های مختلف کارکنان نفت ساخته شدند.
- استفاده از مصالح بومی مانند آجر، گچ و خاک در ترکیب با الگوهای معماری مدرن.
- سقف‌های شیب‌دار و نمای آجرکاری که علاوه بر زیبایی، کارکرد اقلیمی داشتند و خانه‌ها را در برابر رطوبت و گرمای شدید اهواز مقاوم می‌کردند.
- خیابان‌بندی منظم و کوچه‌های وسیع همراه با فضای سبز، که تداعی‌گر الگوی باغ‌شهر بود.
- طراحی محوطه‌های عمومی و خدماتی در کنار واحدهای مسکونی، از جمله ساختمان مرکزی شرکت نفت که امروزه با عنوان «دوطبقه» شناخته می‌شود.

نیوساید از نظر معماری در کنار محلات مشابه شرکت نفت در بوارده و بَرم آبادان، یکی از نمونه‌های بارز معماری شرکتی بریتانیایی در جنوب ایران است. با این حال، طی دهه‌های اخیر تغییرات و دخل‌وتصرف‌های غیرکارشناسانه در بناها و محوطه‌ها، اصالت معماری این محله را تا حدی دچار آسیب کرده است.

## ویژگی‌ها و فعالیت‌های اجتماعی
در نیوساید علاوه بر خانه‌های مسکونی، امکانات متنوعی قرار دارد که آن را به محله‌ای مناسب برای زندگی تبدیل کرده است:
- ادارات و مراکز مهم دولتی و خصوصی
- درمانگاه و مراکز بهداشتی
- انواع سالن‌ها و زمین‌های ورزشی
- سینما و ویدیوکلوپ
- کتابخانه بزرگ
- چندین سالن غذاخوری و کافه

این امکانات باعث شده‌اند که نیوساید یک مرکز فعال اجتماعی، فرهنگی و تفریحی در اهواز باشد.

## جمعیت و بافت اجتماعی
جمعیت این محله به‌طورعمده از کارکنان شرکت ملی مناطق نفت‌خیز جنوب و خانواده‌های آن‌ها تشکیل شده است. بافت اجتماعی نیوساید شامل گروه‌های مختلف سنی است و به دلیل وجود امکانات آموزشی و فرهنگی، خانواده‌ها و افراد علاقه‌مند به زندگی شهری آرام و با کیفیت را جذب می‌کند.

## وضعیت مالکیت و چالش‌های حقوقی
در سال‌های اخیر، به دلیل بدهی‌های مالی برخی نهادها از جمله شرکت لوله‌سازی اهواز، بخشی از خانه‌های نیوساید به مزایده گذاشته شدند و تعدادی از آن‌ها به فروش رسیدند. این موضوع نگرانی‌هایی درباره حفظ بافت تاریخی و فرهنگی این محله ایجاد کرده است و فعالان اجتماعی و فرهنگی نسبت به تخریب‌های احتمالی ابراز نگرانی کرده‌اند.

## موقعیت جغرافیایی
نیوساید در منطقه‌ای آرام و سرسبز در کنار رود کارون واقع شده است. موقعیت مکانی این محله و نزدیکی به مرکز شهر اهواز، آن را برای سکونت و فعالیت‌های اجتماعی و اقتصادی مناسب می‌کند.